# Tajemství (Hvězdná brána)
Tajemství je 9. epizoda 2. řady sci-fi seriálu Hvězdná brána.

## Děj
První dějová linie se odehrává na Abydosu, kam se vydává Daniel Jackson a Teal'c. Zjišťují, že již několik měsíců se tam vyskytuje Danielova žena Sha're. Goa'uld v jejím těle je nečinný, protože je těhotná s Apophisem, který chce mít ze svého syna nového hostitele. Apophis je po porážce u Země velmi oslaben a Heru'ur se snaží unést Sha're. Teal'c mu namluví, že Sha're unesla Apophisova stráž. Tato lest moc nepomůže, protože po odchodu Heru'ura se vrátí Apophis a odvede Sha're. Dítě zůstává ukryto u Kasufa.
Mezitím na Zemi se Jack O'Neill a Samantha Carterová mají zúčastnit slavnostního udělení medaile za záchranu Země před útokem Apophise. Tento slavnostní akt je narušen novinářem Arminem Seligem, který ví vše o programu Stargate a chystá se všechno zveřejnit ve článku. Při jeho odchodu je sražen autem a zemře. Samantha Carterová se setká se svým otcem, který ji chce dostat do NASA a dozvídá se, že onemocněl rakovinou.